# Death of a Ladies' Man
Death of a Ladies' Man è il quinto album di studio di Leonard Cohen, pubblicato nel 1977.

## Descrizione
L'album venne pubblicato dopo la decisione di Cohen di abbandonare il genere folk acustico che lo aveva reso famoso per sperimentare una collaborazione col produttore Phil Spector, il padre della tecnica del muro del suono. In tre settimane i due composero quindici pezzi, otto dei quali entrarono a far parte dell'album.
Le registrazioni ebbero luogo a Los Angeles e, una volta terminate, Spector portò i nastri a casa sua dove procedette con il mixaggio senza coinvolgere Cohen; quando infine Cohen ebbe modo di ascoltare i brani completati, non ne fu soddisfatto perché riteneva che la sua voce non avesse avuto il giusto risalto. L'album non ebbe grande successo di critica e di vendita. 

## Tracce
Tutte le canzoni sono state scritte da Leonard Cohen e da Phil Spector.
1. True Love Leaves No Traces – 4:26 (Cohen e Spector)
2. Iodine – 5:03 (Cohen e Spector)
3. Paper-Thin Hotel – 5:42 (Cohen e Spector)
4. Memories – 5:59 (Cohen e Spector)
5. I Left a Woman Waiting – 3:28 (Cohen e Spector)
6. Don't Go Home With Your Hard-On (registrata presso i Gold Star Recording Studios, Los Angeles, California, nel marzo 1977, con Bob Dylan, Billy Diez & Allen Ginsberg come backup vocals) – 5:36 (Cohen e Spector)
7. Fingerprints – 2:58 (Cohen e Spector)
8. Death of a Ladies' Man – 9:19 (Cohen e Spector)

## Musicisti
- Art Munson: chitarra

- Dan Kessel: chitarra, tastiere, organo, sintetizzatori e cori
- David Isaac: chitarra
- David Kessel: chitarra e cori
- Jesse Ed Davis: chitarra
- Phil Spector: chitarra, tastiere e cori
- Ray Pohlman: chitarra e basso
- Barry Goldberg: tastiere
- Bill Mays: tastiere
- Don Randi: tastiere
- Mike Lang: tastiere
- Pete Jolly: tastiere
- Tom Hensley: tastiere
- Ray Neapolitan: basso, contrabbasso
- Hal Blaine: batteria
- Jim Keltner: batteria
- Bobby Bruce: violino
- Don Menza: flauto
- Steve Douglas: flauto
- Bob Zimmitti: percussioni
- Emil Radocchia: percussioni
- Gene Estes: percussioni
- Terry Gibbs: percussioni
- Don Menza: sassofono
- Jay Migliori: sassofono
- Steve Douglas: sassofono
- Albert Perkins: Steel Guitar
- “Sneaky Pete” Kleinow: Steel Guitar
- Devra Robitaille: sintetizzatori
- Charles Loper: Trombone
- Jack Redmond: Trombone
- Conte Candoli: Tromba
- Terry Gibbs: Vibrafono